# Haroldo de Dinamarca
Haroldo de Dinamarca (Copenhague, 8 de octubre de 1876 - ibidem, 30 de marzo de 1949) fue un príncipe y militar danés.

## Primeros años de vida

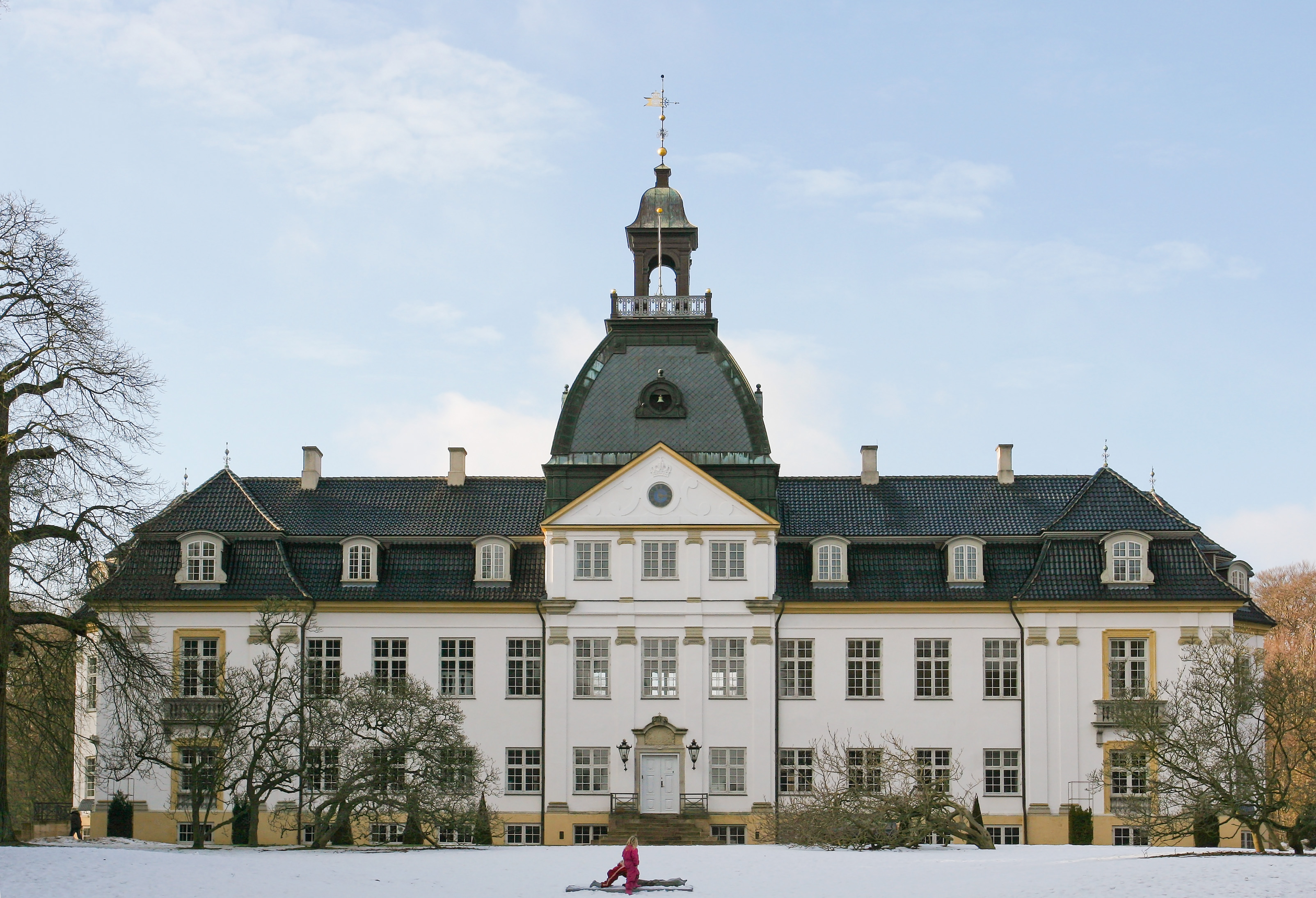
El Palacio de Charlottenlund, lugar de nacimiento de Haroldo.

Nacido en el Palacio de Charlottenlund, situado al este de la capital danesa, Copenhague, el día 8 de octubre de 1876. Era hijo del rey Federico VIII de Dinamarca y de la princesa Luisa de Suecia. Nieto por vía paterna del rey Cristián IX de Dinamarca y de la princesa Luisa de Hesse-Kassel, y por vía materna del rey Carlos XV de Suecia y de la princesa Luisa de los Países Bajos. 
El príncipe Haroldo tuvo una destacable carrera en el ejército danés, retirándose del servicio activo con el rango de mayor general en 1926. Sin embargo en 1933, su hermano, el rey Cristián X lo nombró teniente general.

### Matrimonio e hijos
El 28 de abril del año 1909 se casó en el Palacio de Glücksburg, al norte del entonces Imperio alemán, con la princesa Elena Adelaida de Schleswig-Holstein-Sonderburg-Glücksburg, hija del duque Federico Fernando de Schleswig-Holstein-Sonderburg-Glücksburg y de la princesa Carolina Matilde de Schleswig-Holstein-Sonderburg-Augustenburg. La pareja se instaló en la casa de campo Jægersborghus al norte de Copenhague, que había comprado en 1907. Tuvieron cinco hijos:
- Su Alteza Real la princesa Feodora (Gentofte, 3 de julio de 1910-Bückeburg, 17 de marzo de 1975), se casó con el príncipe Cristián de Schaumburg-Lippe. Con descendencia.
- Su Alteza Real la princesa Carolina Matilde (Gentofte, 27 de abril de 1912-Sorgenfri, 12 de diciembre de 1995), se casó con el príncipe Canuto de Dinamarca. Con descendencia.
- Su Alteza Real la princesa Alejandrina Luisa (Gentofte, 12 de diciembre de 1914-Copenhague, 26 de abril de 1962), se casó con el conde Leopoldo de Castell-Castell. Con descendencia.
- Su Alteza Real el príncipe Gorm (Gentofte, 24 de febrero de 1919-Copenhague, 26 de diciembre de 1991). Soltero y sin descendencia.
- Su Alteza Real el príncipe Olaf[1] (Copenhague, 10 de marzo de 1923-19 de diciembre de 1990), se casó en primeras nupcias morganáticamente con Annie Elena Dorrit Puggard-Müller y después con Lis Wulff-Juergensen. Con descendencia.

El príncipe Haroldo observó con consternación la simpatía que dispensaba su mujer al movimiento nacionalsocialista durante la Segunda Guerra Mundial. Este hecho provocó importantes discrepancias entre su familia y el resto de la familia real, principalmente con el rey Cristián X de Dinamarca, que era quien encabezaba la resistencia nacional contra los alemanes. Tras el fin de la guerra en 1945, su esposa fue expulsada de Dinamarca y exiliada a su natal Glücksburg, volviendo dos años después cuando la salud de Haroldo empezó a deteriorarse.
El príncipe Haroldo murió el 30 de marzo de 1949 en Copenhague. Su esposa vivió aislada en Jægersborghus y murió 13 años después en Hellerup.

## Títulos y tratamientos
Esta tabla aún no está actualizada. Puedes contribuir aportando información sobre títulos y tratamientos de esta persona.

## Ancestros
|  |                                                                   |  |  |  |  |  |  |  |  |  |  |  |  |  |  |  |
|  | 16. Federico Carlos de Schleswig-Holstein-Sonderburg-Beck         |  |  |  |  |  |  |  |  |  |  |  |  |  |  |  |
|  |                                                                   |  |  |  |  |  |  |  |  |  |  |  |  |  |  |  |
|  |                                                                   |  |  |  |  |  |  |  |  |  |  |  |  |  |  |  |
|  | 8. Federico Guillermo de Schleswig-Holstein-Sonderburg-Glücksburg |  |  |  |  |  |  |  |  |  |  |  |  |  |  |  |
|  |                                                                   |  |  |  |  |  |  |  |  |  |  |  |  |  |  |  |
|  |                                                                   |  |  |  |  |  |  |  |  |  |  |  |  |  |  |  |
|  | 17. Federica de Schlieben                                         |  |  |  |  |  |  |  |  |  |  |  |  |  |  |  |
|  |                                                                   |  |  |  |  |  |  |  |  |  |  |  |  |  |  |  |
|  |                                                                   |  |  |  |  |  |  |  |  |  |  |  |  |  |  |  |
|  | 4. Cristián IX de Dinamarca                                       |  |  |  |  |  |  |  |  |  |  |  |  |  |  |  |
|  |                                                                   |  |  |  |  |  |  |  |  |  |  |  |  |  |  |  |
|  |                                                                   |  |  |  |  |  |  |  |  |  |  |  |  |  |  |  |
|  | 18. Carlos de Hesse-Kassel                                        |  |  |  |  |  |  |  |  |  |  |  |  |  |  |  |
|  |                                                                   |  |  |  |  |  |  |  |  |  |  |  |  |  |  |  |
|  |                                                                   |  |  |  |  |  |  |  |  |  |  |  |  |  |  |  |
|  | 9. Luisa Carolina de Hesse-Kassel                                 |  |  |  |  |  |  |  |  |  |  |  |  |  |  |  |
|  |                                                                   |  |  |  |  |  |  |  |  |  |  |  |  |  |  |  |
|  |                                                                   |  |  |  |  |  |  |  |  |  |  |  |  |  |  |  |
|  | 19. Luisa de Dinamarca y Noruega                                  |  |  |  |  |  |  |  |  |  |  |  |  |  |  |  |
|  |                                                                   |  |  |  |  |  |  |  |  |  |  |  |  |  |  |  |
|  |                                                                   |  |  |  |  |  |  |  |  |  |  |  |  |  |  |  |
|  | 2. Federico VIII de Dinamarca                                     |  |  |  |  |  |  |  |  |  |  |  |  |  |  |  |
|  |                                                                   |  |  |  |  |  |  |  |  |  |  |  |  |  |  |  |
|  |                                                                   |  |  |  |  |  |  |  |  |  |  |  |  |  |  |  |
|  | 20. Federico de Hesse-Kassel                                      |  |  |  |  |  |  |  |  |  |  |  |  |  |  |  |
|  |                                                                   |  |  |  |  |  |  |  |  |  |  |  |  |  |  |  |
|  |                                                                   |  |  |  |  |  |  |  |  |  |  |  |  |  |  |  |
|  | 10. Guillermo de Hesse-Kassel                                     |  |  |  |  |  |  |  |  |  |  |  |  |  |  |  |
|  |                                                                   |  |  |  |  |  |  |  |  |  |  |  |  |  |  |  |
|  |                                                                   |  |  |  |  |  |  |  |  |  |  |  |  |  |  |  |
|  | 21. Carolina de Nassau-Usingen                                    |  |  |  |  |  |  |  |  |  |  |  |  |  |  |  |
|  |                                                                   |  |  |  |  |  |  |  |  |  |  |  |  |  |  |  |
|  |                                                                   |  |  |  |  |  |  |  |  |  |  |  |  |  |  |  |
|  | 5. Luisa de Hesse-Kassel                                          |  |  |  |  |  |  |  |  |  |  |  |  |  |  |  |
|  |                                                                   |  |  |  |  |  |  |  |  |  |  |  |  |  |  |  |
|  |                                                                   |  |  |  |  |  |  |  |  |  |  |  |  |  |  |  |
|  | 22. Federico de Dinamarca y Noruega                               |  |  |  |  |  |  |  |  |  |  |  |  |  |  |  |
|  |                                                                   |  |  |  |  |  |  |  |  |  |  |  |  |  |  |  |
|  |                                                                   |  |  |  |  |  |  |  |  |  |  |  |  |  |  |  |
|  | 11. Luisa Carlota de Dinamarca                                    |  |  |  |  |  |  |  |  |  |  |  |  |  |  |  |
|  |                                                                   |  |  |  |  |  |  |  |  |  |  |  |  |  |  |  |
|  |                                                                   |  |  |  |  |  |  |  |  |  |  |  |  |  |  |  |
|  | 23. Sofía Federica de Mecklemburgo-Schwerin                       |  |  |  |  |  |  |  |  |  |  |  |  |  |  |  |
|  |                                                                   |  |  |  |  |  |  |  |  |  |  |  |  |  |  |  |
|  |                                                                   |  |  |  |  |  |  |  |  |  |  |  |  |  |  |  |
|  | 1. Príncipe Haroldo de Dinamarca                                  |  |  |  |  |  |  |  |  |  |  |  |  |  |  |  |
|  |                                                                   |  |  |  |  |  |  |  |  |  |  |  |  |  |  |  |
|  |                                                                   |  |  |  |  |  |  |  |  |  |  |  |  |  |  |  |
|  | 24. Carlos XIV Juan de Suecia                                     |  |  |  |  |  |  |  |  |  |  |  |  |  |  |  |
|  |                                                                   |  |  |  |  |  |  |  |  |  |  |  |  |  |  |  |
|  |                                                                   |  |  |  |  |  |  |  |  |  |  |  |  |  |  |  |
|  | 12. Óscar I de Suecia                                             |  |  |  |  |  |  |  |  |  |  |  |  |  |  |  |
|  |                                                                   |  |  |  |  |  |  |  |  |  |  |  |  |  |  |  |
|  |                                                                   |  |  |  |  |  |  |  |  |  |  |  |  |  |  |  |
|  | 25. Desideria Clary                                               |  |  |  |  |  |  |  |  |  |  |  |  |  |  |  |
|  |                                                                   |  |  |  |  |  |  |  |  |  |  |  |  |  |  |  |
|  |                                                                   |  |  |  |  |  |  |  |  |  |  |  |  |  |  |  |
|  | 6. Carlos XV de Suecia                                            |  |  |  |  |  |  |  |  |  |  |  |  |  |  |  |
|  |                                                                   |  |  |  |  |  |  |  |  |  |  |  |  |  |  |  |
|  |                                                                   |  |  |  |  |  |  |  |  |  |  |  |  |  |  |  |
|  | 26. Eugenio de Beauharnais                                        |  |  |  |  |  |  |  |  |  |  |  |  |  |  |  |
|  |                                                                   |  |  |  |  |  |  |  |  |  |  |  |  |  |  |  |
|  |                                                                   |  |  |  |  |  |  |  |  |  |  |  |  |  |  |  |
|  | 13. Josefina de Leuchtenberg                                      |  |  |  |  |  |  |  |  |  |  |  |  |  |  |  |
|  |                                                                   |  |  |  |  |  |  |  |  |  |  |  |  |  |  |  |
|  |                                                                   |  |  |  |  |  |  |  |  |  |  |  |  |  |  |  |
|  | 27. Augusta de Baviera                                            |  |  |  |  |  |  |  |  |  |  |  |  |  |  |  |
|  |                                                                   |  |  |  |  |  |  |  |  |  |  |  |  |  |  |  |
|  |                                                                   |  |  |  |  |  |  |  |  |  |  |  |  |  |  |  |
|  | 3. Luisa de Suecia                                                |  |  |  |  |  |  |  |  |  |  |  |  |  |  |  |
|  |                                                                   |  |  |  |  |  |  |  |  |  |  |  |  |  |  |  |
|  |                                                                   |  |  |  |  |  |  |  |  |  |  |  |  |  |  |  |
|  | 28. Guillermo I de los Países Bajos                               |  |  |  |  |  |  |  |  |  |  |  |  |  |  |  |
|  |                                                                   |  |  |  |  |  |  |  |  |  |  |  |  |  |  |  |
|  |                                                                   |  |  |  |  |  |  |  |  |  |  |  |  |  |  |  |
|  | 14. Federico de los Países Bajos                                  |  |  |  |  |  |  |  |  |  |  |  |  |  |  |  |
|  |                                                                   |  |  |  |  |  |  |  |  |  |  |  |  |  |  |  |
|  |                                                                   |  |  |  |  |  |  |  |  |  |  |  |  |  |  |  |
|  | 29. Guillermina de Prusia                                         |  |  |  |  |  |  |  |  |  |  |  |  |  |  |  |
|  |                                                                   |  |  |  |  |  |  |  |  |  |  |  |  |  |  |  |
|  |                                                                   |  |  |  |  |  |  |  |  |  |  |  |  |  |  |  |
|  | 7. Luisa de los Países Bajos                                      |  |  |  |  |  |  |  |  |  |  |  |  |  |  |  |
|  |                                                                   |  |  |  |  |  |  |  |  |  |  |  |  |  |  |  |
|  |                                                                   |  |  |  |  |  |  |  |  |  |  |  |  |  |  |  |
|  | 30. Federico Guillermo III de Prusia                              |  |  |  |  |  |  |  |  |  |  |  |  |  |  |  |
|  |                                                                   |  |  |  |  |  |  |  |  |  |  |  |  |  |  |  |
|  |                                                                   |  |  |  |  |  |  |  |  |  |  |  |  |  |  |  |
|  | 15. Luisa Augusta de Prusia                                       |  |  |  |  |  |  |  |  |  |  |  |  |  |  |  |
|  |                                                                   |  |  |  |  |  |  |  |  |  |  |  |  |  |  |  |
|  |                                                                   |  |  |  |  |  |  |  |  |  |  |  |  |  |  |  |
|  | 31. Luisa de Mecklemburgo-Strelitz                                |  |  |  |  |  |  |  |  |  |  |  |  |  |  |  |
|  |                                                                   |  |  |  |  |  |  |  |  |  |  |  |  |  |  |  |
|  |                                                                   |  |  |  |  |  |  |  |  |  |  |  |  |  |  |  |